# 領国貨幣
領国貨幣（りょうごくかへい）とは、戦国時代から江戸時代初期に掛けて、各地大名が領内通用として鋳造を命じた金貨および銀貨であり、領国金銀（りょうごくきんぎん）とも呼ばれる。
地方貨幣というべきものでもあるが、地方貨幣は諸藩により主に幕末に盛んに発行された領内通用貨幣の意味として用いられているため区別する。

## 概要

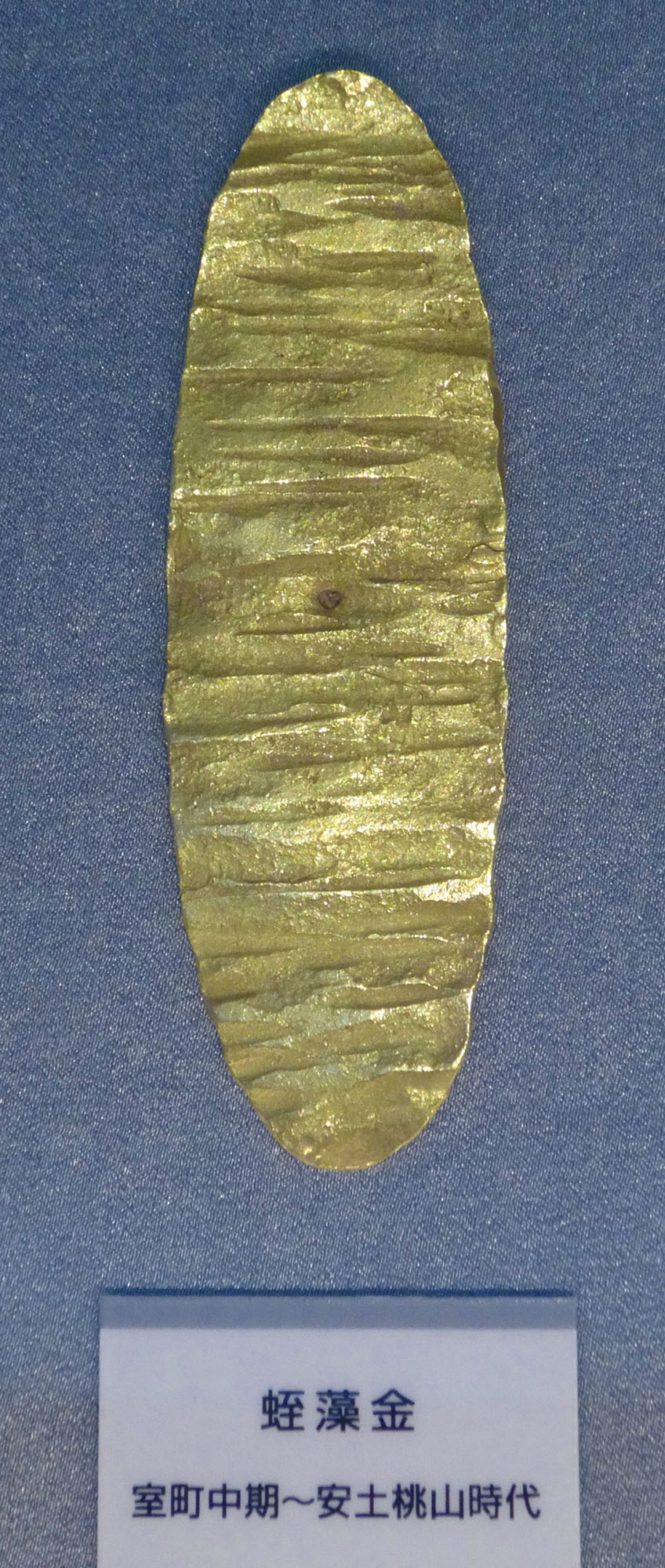
蛭藻金

領国貨幣は主に商取引に用いられた地方極印銀などをいい、また戦国時代に手柄を立てた者に対する恩賞として用いられた金銀貨も含める場合が多い。
16世紀中ごろすなわち戦国時代より戦費調達および賞賜のための金銀需要が拡大し、日本各地において金山および銀山の開発が活発となり増産が行われ、特に銀は世界一、二位を競うほどの産出高を誇るようになり、全世界の約三分の一を産出したと推定されている。
奥州では古くから砂金が産出し、量目に応じて取引に使用されていたが、やがてこれを鎔融して極印を打った練金（ねりきん）あるいは竹流金（たけながしきん）としたものが用いられるようになり、さらに内部まで金でできていることを証明するため、板状に打ち延ばした蛭藻金（ひるもきん）などの判金が製作されるようになり、当初これらは秤量貨幣として通用した。
また、西日本から北陸、東北各地には銀山が多く点在し、ここから産出される灰吹銀に極印を打った極印銀（ごくいんぎん）および小額取引のためにそれを切遣いした切銀（きりぎん）が秤量銀貨として取引に用いられるようになった。これらの極印銀は『諸国灰吹銀寄』などの文献に記載されており稀少なものが多いが、その内いくつかは造幣博物館に展示されている。灰吹銀についても打ち延ばされ古丁銀が製作されたが、銀の場合は不純物などの関係から脆くひび割れ易いため金のように薄くは延ばせず、丁銀は譲葉状あるいはなまこ型のものとなった。

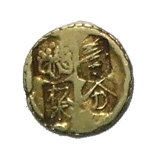
甲州一分金

この様に領国内にある金山および銀山から産出される材料を元に、金屋（きんや）および銀屋（ぎんや）といった業者により金貨および銀貨が鋳造されたが、これらは火縄銃などの兵器および、生糸、高麗人参などの輸入代金の支払いに当てられ、多量に海外へ流出した。また戦国時代は各地金山および銀山の獲得競争の時代でもあった。
石見銀山を領内に抱える毛利元就は石州丁銀などを発行し、黒川金山など多くの金山を抱える武田信玄による甲州金は、徳川幕府の小判の通貨体系（両、分、朱）に引き継がれ、上杉謙信も天正越座金を発行したとされるが、いずれも現存数は稀少である。また、豊臣秀吉は天正大判および天正通寳などいわゆる太閤金銀銭を発行したが、全国統一を前提とした大判、丁銀などは領国貨幣に含めないことが多い。この様な貨幣は市場に出ると当時としては余にも高額なものであったため、金屋および銀屋などの両替商に持ち込まれ、銭に替えて使用されることが多かった。

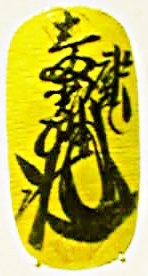
武蔵墨書小判

最終的に徳川家康による領国貨幣とも言うべき慶長金銀が全国統一により公鋳貨幣としての地位を築くことになるが、多額に上る慶長金銀の海外流出などにより地方まで充分に行き渡らなかったため通貨の全国統一を達成するには至らず、依然、各地銀山から発行される極印銀などの領国貨幣が並行して通用し、国内で不足気味の慶長金銀を補佐する役割を果たしていたため幕府も流通を黙認し、また諸国大名が、参勤交代のとき中央貨幣である慶長金銀と交換するための手段としても用いられた。17世紀末の品位を低下させた元禄金銀を発行するに至り、ようやく金座および銀座による領国貨幣の回収が進行し通貨統一が達成された。一方、天領であった甲斐国では甲州金座の松木家に甲州金の発行が引き続き認められ、これは元文年間ごろまで続いた。
近藤守重の『金銀図録』および草間直方の『三貨図彙』には戦国時代から江戸時代に掛けての多くの金貨および銀貨が収録されているが、その中でも領国貨幣には後世の創作によると思われるものまで含まれ、またそれが後世に図録を元に作成され、今日、玩賞品（がんしょうひん）として扱われているものも少なくないが、確固たる記録に欠けるものが多く、本来の通貨であるか玩賞品であるか判明していないものも存在する。

## 主な領国貨幣

### 金貨
- 甲州金（こうしゅうきん）：古甲金、無背、背忠、背下安、背中安、背重、背定、額面は一両、二分、一分、二朱、一朱、朱中などがある。松木、野中、志村、山下の金座により鋳造され、江戸時代は松木家のみ許される。[4]
- 天正越座金（てんしょうえつざきん）：「天正」および「越座」の極印が打たれ、佐渡三川より産出する砂金で鋳造されたとされる。直径0.58寸（1.76センチメートル）、0.5匁（1.87グラム）
- 加賀小判（かがこばん）：表面上部に「壹两」、下部に「才二（花押）」、「用介（花押）」など、さらに一箇所ないし三箇所の丸枠の前田家の家紋である梅八紋の極印が打たれる。量目は4.5匁（16.7グラム）。
- 駿河墨書小判（するがすみがきこばん/するがぼくしょこばん）：「駿河京目壹两（花押）」と墨書され、徳川家康によるもの、あるいは豊臣秀吉の家臣である中村一氏が鋳造させたものとの説もある。量目は4.5匁（16.7グラム）。
- 武蔵墨書小判（むさしすみがきこばん/むさしぼくしょこばん）：「武蔵壹两光次（花押）」と墨書され、徳川家康が文禄4年（1595年）に後藤庄三郎光次に鋳造を命じたとされる。量目は4.8匁（17.8グラム）。

### 銀貨
銀貨については『諸国灰吹銀寄』などに記述がある。以下に示したもののうち加賀花降銀（花降一枚銀・花降百目銀）以外はいずれも重量不定の秤量貨幣（秤量銀貨）であり、「切銀」といって切断して使われることがあった。
- 津軽弘前銀（つがるひろさきぎん）：灰吹銀に木瓜枠の「弘前」の極印が打たれたもので銀品位99.4%。
- 津軽尾太銀（つがるおっぷぎん）：灰吹銀に「寳」の極印が打たれたもので銀品位98%。
- 出羽窪田銀（でわくぼたぎん）：灰吹銀に「窪田」の極印が打たれたもので銀品位93%。
- 出羽院内銀（でわいんないぎん）：灰吹銀に「院内」の極印が打たれたもので銀品位90%。
- 出羽能代銀（でわのしろぎん）：灰吹銀に「能代」の極印が打たれたもので銀品位90%。
- 出羽湯澤銀（でわゆざわぎん）：灰吹銀に木瓜枠の「湯澤」の極印が打たれたもので銀品位99%。
- 出羽角舘銀（でわかくのだてぎん）：灰吹銀に「角舘」の極印が打たれたもので銀品位99%。
- 出羽横手銀（でわよこてぎん）：灰吹銀に「横手」の極印が打たれたもので銀品位95%。
- 出羽秋田新田銀（でわあきたしんでんぎん）：灰吹銀に矢羽と「極」の極印が打たれたもので銀品位90%以上。
- 出羽米澤銀（でわよねざわぎん）：灰吹銀に亀甲枠極印が打たれたものであるが文字は不明である。
- 佐渡徳通印銀（さどとくつういんぎん）：板状の銀塊に「徳」「通」の極印が打たれ、宝永以降は鉛を多く加え品位を下げて鋳造された。銀品位は初期は上銀、後に75%さらに39%に低下。
- 越後寛字銀（えちごかんじぎん）：板状の灰吹銀に「寛」の極印が打たれたもので銀品位92%。
- 越後榮字銀（えちごえいじぎん）：板状の灰吹銀に「榮」の極印が打たれたもので銀品位80-83%。
- 越後シカミ銀（えちごしかみぎん）：「シカミ」とは皺（しわ）のことであり、深い皺が刻まれた灰吹銀で銀品位78%。
- 越後宝字銀（えちごほうじぎん）：シカミ銀に「宝」の極印が打たれたもので銀品位78%。
- 越後高田大徳字銀（えちごたかだだいとくじぎん）：板状の灰吹銀に「徳」の極印が打たれたもの。
- 加賀花降銀（かがはなふりぎん）：長方形板状の花降一枚銀（160.5グラム）および短冊形銀塊の花降百目銀（374.0および373.5グラム）などがある。
- 因幡甚兵衛銀（いなばじんべえぎん）：板状の銀塊に「甚兵衛」の極印が打たれたもので銀品位30-36%。
- 雲州木瓜判銀（うんしゅうもっこうばんぎん/うんしゅうぼっかばんぎん）：灰吹銀に木瓜枠の「宝」の極印が打たれたもので銀品位70-78%。
- 山口余極印銀（やまぐちよごくいんぎん）：灰吹銀に「山口余」の極印が打たれたもの。
- 小倉平田判銀（こくらひらたばんぎん）：灰吹銀に「平田」の極印が打たれたもの。
- 石州丁銀（せきしゅうちょうぎん）：毛利氏が石見銀山の産銀で鋳造させたとされ、萩古丁銀、譲葉丁銀、御取納丁銀などがある。その他、豊臣秀吉が文禄の役の戦費調達のため鋳造させたとされる文禄石州丁銀などもある。